# 아메리칸 불독

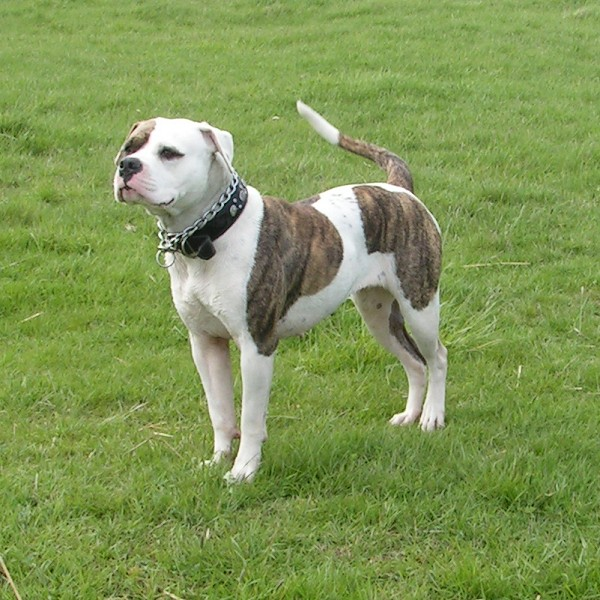

아메리칸 불독(American Bulldog)은 마스티프 유형의 개 중 크고 근육질의 품종이다. 이들의 조상은 영국령 북미 식민지로 이주하여 소규모 농장과 목장에서 일했다.

## 외관
아메리칸 불독은 땅딸막하고, 체격이 좋고, 강해 보이는 개로, 큰 머리와 근육질의 체격을 가지고 있다. 어깨와 가슴은 아메리칸 불독의 가장 근육질적인 부분인 경향이 있다. 털은 짧고 일반적으로 매끄러우며 몇 주에 한 번 목욕하는 것 외에는 유지 관리가 거의 필요하지 않다. 이 품종은 가벼운 정도에서 중간 정도의 털갈이견이다. 색상은 역사적으로 주로 흰색에 빨간색, 검정색 또는 얼룩이 있는 부분이 있었지만 최근에는 검정색, 빨간색, 갈색, 황갈색 및 모든 얼룩 음영을 포함한 다양한 색상 패턴을 포함하도록 성장했다. 코와 눈가의 검정색 색소 침착은 전통적으로 선호되며 약간의 분홍색만 허용된다. 눈 색깔은 일반적으로 갈색이지만 이색증도 발생하지만 이는 미용상의 결함으로도 간주된다. 아메리칸 불독은 다른 품종의 개보다 침을 더 많이 흘리는 것으로 알려져 있다. 불리(Bully) 종류는 일반적으로 주둥이가 짧은 더 크고 무거운 개이지만 주둥이가 너무 짧아서 호흡이 어려워서는 안된다. 표준형은 일반적으로 더 운동능력이 뛰어나고 주둥이가 더 길고 머리가 더 정사각형이다. 많은 현대 아메리칸 불독은 일반적으로 "하이브리드"라고 불리는 두 가지 유형의 조합이다. 일반적으로 아메리칸 불독의 몸무게는 27~54kg(60~119lb)이고 기갑 부분은 52~70cm(20~28인치)이다.